# Debipur
Debipur là một thị trấn thống kê (census town) của quận Barddhaman thuộc bang Tây Bengal, Ấn Độ.

## Địa lý
Debipur có vị trí 24°14′B 88°38′Đ / 24,23°B 88,63°Đ Nó có độ cao trung bình là 19 mét (62 feet).

## Nhân khẩu
Theo điều tra dân số năm 2001 của Ấn Độ, Debipur có dân số 9115 người. Phái nam chiếm 52% tổng số dân và phái nữ chiếm 48%. Debipur có tỷ lệ 68% biết đọc biết viết, cao hơn tỷ lệ trung bình toàn quốc là 59,5%: tỷ lệ cho phái nam là 75%, và tỷ lệ cho phái nữ là 60%. Tại Debipur, 12% dân số nhỏ hơn 6 tuổi.